# چری بوک، نیو ساوت ولز
چری بوک (به انگلیسی: Cherrybrook) یک حومه شهر در استرالیا است که در نیو ساوت ولز واقع شده‌است.